# Chester (Dakota del Sud)
Chester è un census-designated place (CDP) degli Stati Uniti d'America della contea di Lake nello Stato del Dakota del Sud. La popolazione era di 261 abitanti al censimento del 2010.

## Geografia fisica
Secondo lo United States Census Bureau, il CDP ha una superficie totale di 2,11 km², dei quali 2,11 km² di territorio e 0 km² di acque interne (0% del totale).

## Storia
Chester fu progettata nel 1905 e prende il nome dalla Chester Township.

## Società

### Evoluzione demografica
Secondo il censimento del 2010, la popolazione era di 261 abitanti.

### Etnie e minoranze straniere
Secondo il censimento del 2010, la composizione etnica del CDP era formata dal 98,47% di bianchi, lo 0% di afroamericani, lo 0% di nativi americani, lo 0% di asiatici, lo 0% di oceanici, lo 0% di altre razze, e l'1,53% di due o più etnie. Ispanici o latinos di qualunque razza erano lo 0% della popolazione.